# Ambassade de Suisse en France
L'ambassade de Suisse en France est la représentation diplomatique de la Confédération suisse auprès de la République française. Elle est située au 142 rue de Grenelle, dans le 7e arrondissement de Paris, la capitale du pays. Son ambassadrice est, depuis 2021, Tania Cavassini.

## Histoire
L'ambassade est logée dans l'hôtel Chanac de Pompadour, également appelé hôtel de Besenval, d'après la famille bourgeoise de Soleure. Elle se trouve à cette adresse depuis 1938,. Auparavant, ses adresses successives ont été (jusqu'en 1957, on parlait de la Légation de Suisse) :
- 1857–1859 : 14 avenue des Champs-Élysées, dans le 8e arrondissement ;
- 1860–1864 : 3 rue d'Aumale, dans le 9e arrondissement ;
- 1865–1883 : 3 rue Blanche, dans le 9e arrondissement ;
- 1892–1894 : 4 rue Cambon, dans le 1er arrondissement ;
- 1895–1918 : 15 bis rue de Marignan, dans le 8e arrondissement[3] ;
- 1919–1938 : 51 avenue Hoche, dans le 8e arrondissement.

Le 13 juillet 1972, l'ambassade est occupée par une trentaine d'autonomistes jurassiens du groupe Bélier.

## Ambassadeurs de Suisse en France

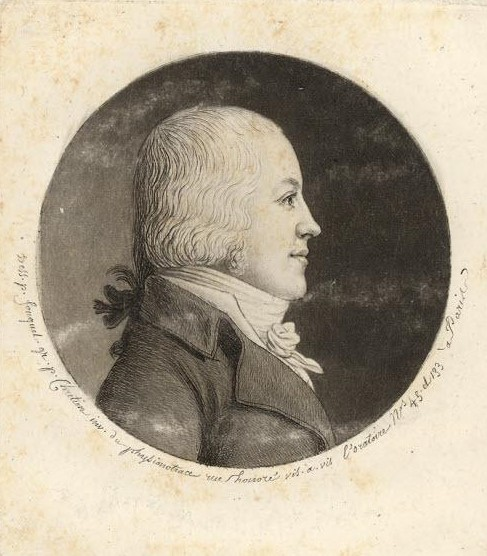
(en 1800).
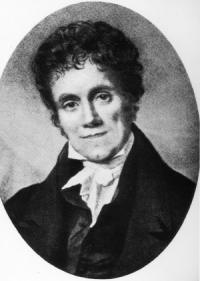
Philipp Albert Stapfer .
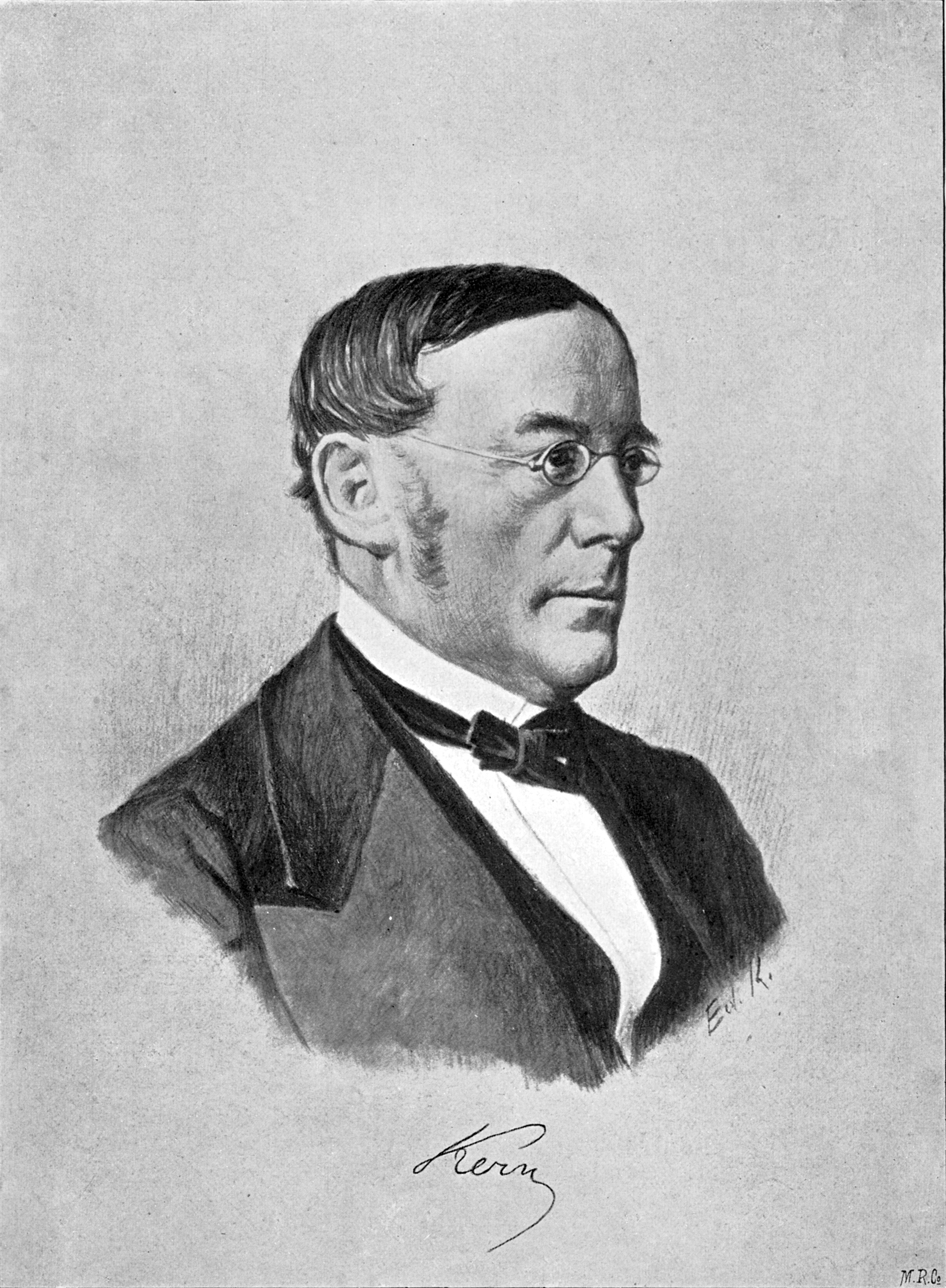
Johann Konrad Kern .
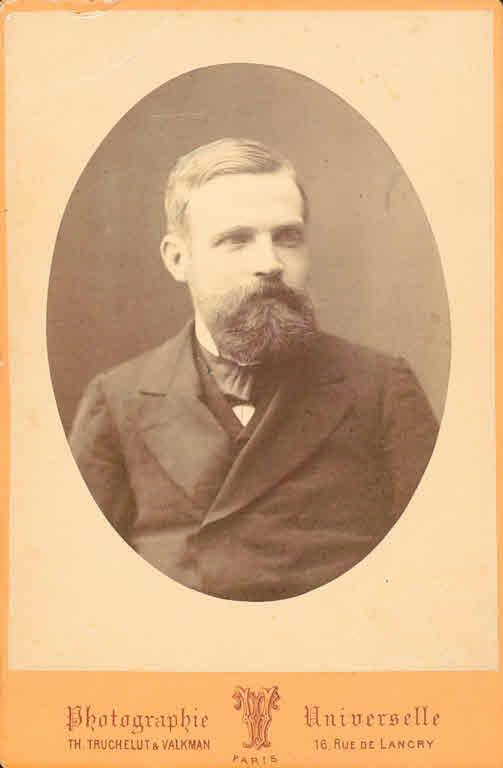
Charles Édouard Lardy .
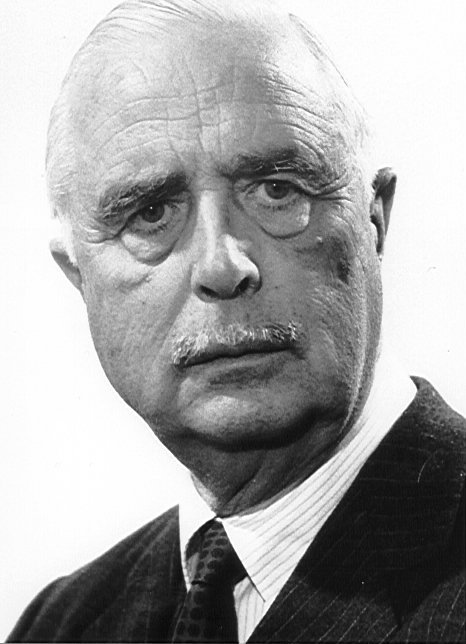
Carl Jacob Burckhardt .
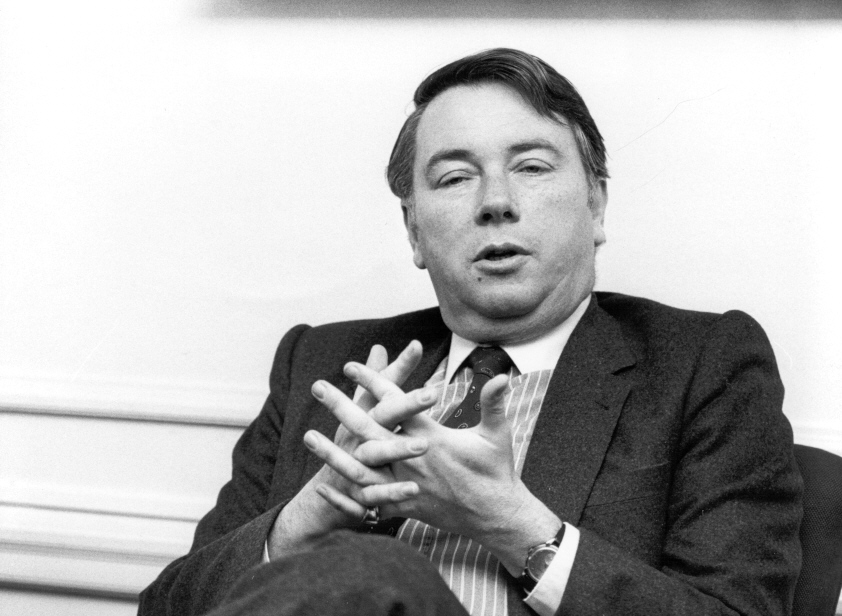
Édouard Brunner .
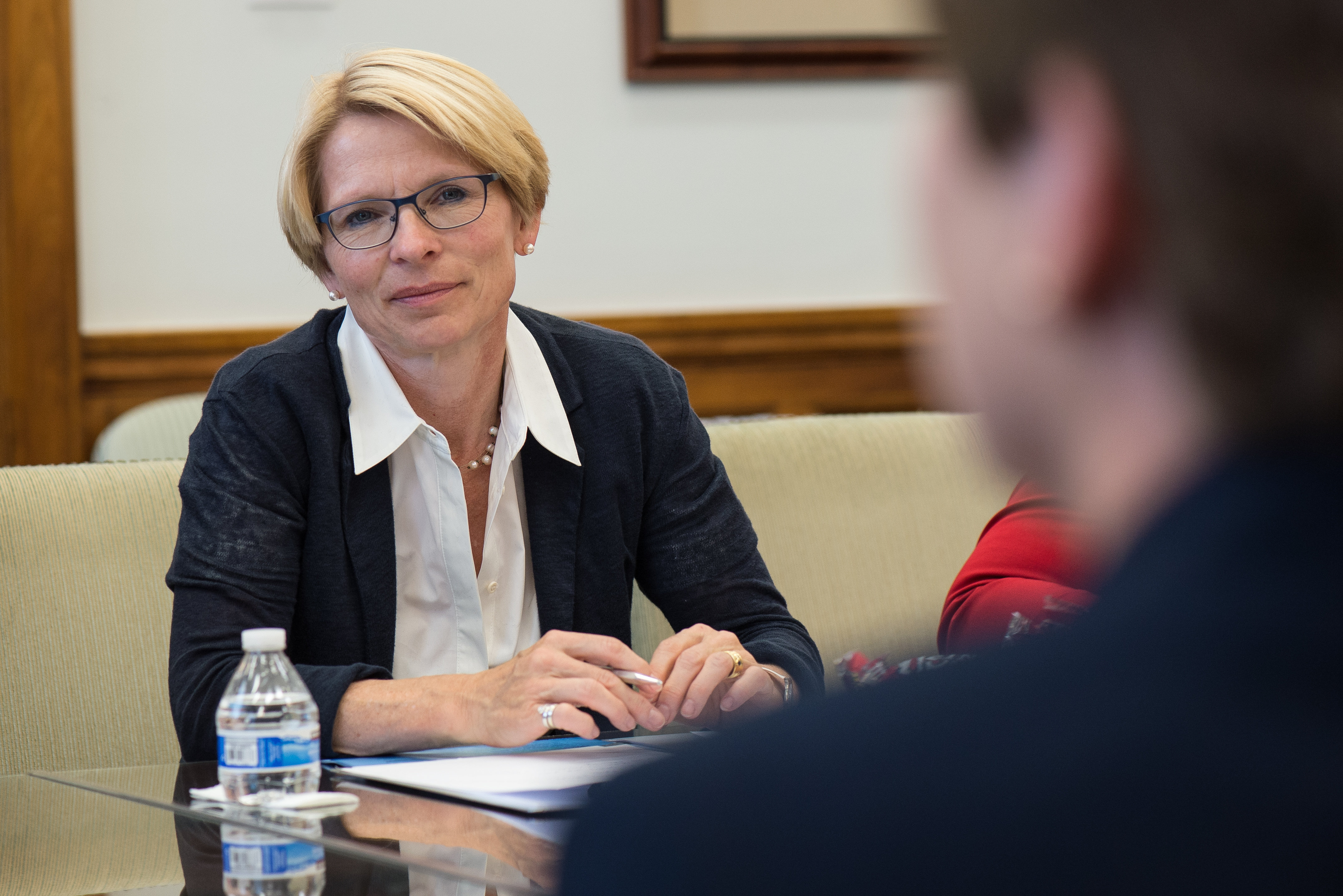
Livia Leu Agosti .
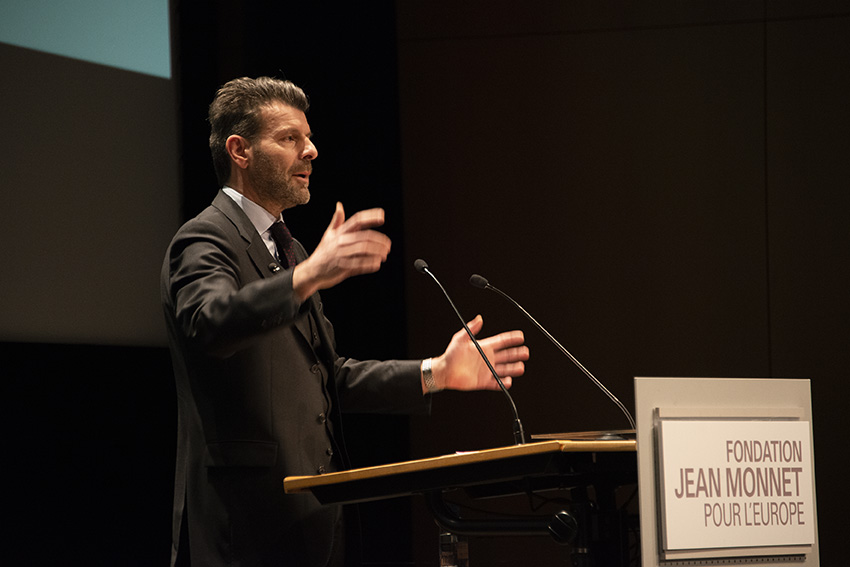
Roberto Balzaretti .

La diplomatie suisse à Paris a été successivement dirigée par :
| Diplomate                                                           | Diplomate                                                           | Nomination                                                          | Entrée en fonction                                                  | Remise des lettres de créance                                       | Fin de fonction                                                     | Remarques |
| En qualité d'envoyés extraordinaires et ministres plénipotentiaires | En qualité d'envoyés extraordinaires et ministres plénipotentiaires | En qualité d'envoyés extraordinaires et ministres plénipotentiaires | En qualité d'envoyés extraordinaires et ministres plénipotentiaires | En qualité d'envoyés extraordinaires et ministres plénipotentiaires | En qualité d'envoyés extraordinaires et ministres plénipotentiaires | En qualité d'envoyés extraordinaires et ministres plénipotentiaires                                                            |
| ------------------------------------------------------------------- | ------------------------------------------------------------------- | ------------------------------------------------------------------- | ------------------------------------------------------------------- | ------------------------------------------------------------------- | ------------------------------------------------------------------- | --- |
| Peter Josef Zeltner (de)                                            | [ d 1 ]                                                             | NC                                                                  | 27 avr. 1798                                                        | NC                                                                  | 3 janv. 1800                                                        | |
| Gottlieb von Jenner (de)                                            | [ d 2 ]                                                             | NC                                                                  | 13 janv. 1800                                                       | NC                                                                  | 2 déc. 1800                                                         | |
| Philipp Albert Stapfer                                              | [ d 3 ]                                                             | NC                                                                  | 7 juill. 1800                                                       | NC                                                                  | 15 mars 1803                                                        | |
| Antoine-Constantin de Maillardoz                                    | [ d 4 ]                                                             | NC                                                                  | 16 sept. 1803                                                       | NC                                                                  | 30 avr. 1814                                                        | |
| Georg von Tschann                                                   | [ d 5 ] [ 5 ]                                                       | NC                                                                  | 30 avr. 1814                                                        | NC                                                                  | 28 nov. 1847                                                        | Avec le titre de chargé d'affaires Meurt en cours de fonction à Paris                                                          |
| Pierre Delley                                                       | [ d 6 ]                                                             | NC                                                                  | 28 nov. 1847                                                        | NC                                                                  | 1er juin 1848                                                       | Avec le titre de chargé d'affaires ad interim Greffier de légation (1848–1852) Secrétaire de légation (1830–1847 et 1857–1859) |
| Joseph-Hyacinthe Barman (d)                                         | [ d 7 ]                                                             | NC                                                                  | 22 mai 1848                                                         | NC                                                                  | 26 juill. 1856                                                      | Avec le titre de chargé d'affaires                                                                                             |
| Joseph-Hyacinthe Barman (d)                                         | [ d 7 ]                                                             | NC                                                                  | 26 juill. 1856                                                      | NC                                                                  | 28 juill. 1857                                                      | Avec le titre de ministre de Suisse                                                                                            |
| Johann Konrad Kern                                                  | [ d 8 ]                                                             | NC                                                                  | 28 juill. 1857                                                      | NC                                                                  | 1er mars 1883                                                       | |
| Charles Édouard Lardy                                               | [ d 8 ]                                                             | NC                                                                  | 6 fév. 1883                                                         | 1er mars 1883                                                       | 30 sept. 1917                                                       | |
| Alphonse Dunant (d)                                                 | [ d 9 ]                                                             | 28 juill. 1917                                                      | 27 juill. 1917                                                      | 31 oct. 1917                                                        | 28 fév. 1938                                                        | Également accrédité pour la Belgique Neveu de Henri Dunant                                                                     |
| Walter Stucki                                                       | [ d 10 ]                                                            | 12 oct. 1937                                                        | 1er mars 1938                                                       | 17 mars 1938                                                        | 23 août 1944                                                        | |
| Carl Jacob Burckhardt                                               | [ d 11 ]                                                            | 23 fév. 1945                                                        | 1er juin 1945                                                       | 23 juin 1945                                                        | 3 déc. 1949                                                         | |
| Pierre de Salis (d)                                                 | [ d 12 ]                                                            | 11 nov. 1949                                                        | 17 déc. 1949                                                        | 29 déc. 1949                                                        | 26 sept. 1956                                                       | |
| Pierre Micheli (d)                                                  | [ d 13 ]                                                            | 10 juill. 1965                                                      | 10 oct. 1956                                                        | 19 oct. 1956                                                        |                                                                     | |
| En qualité d'ambassadeurs extraordinaires et plénipotentiaires      |                                                                     |                                                                     |                                                                     |                                                                     |                                                                     | |
| Pierre Micheli (d)                                                  | [ d 13 ]                                                            |                                                                     | 22 mars 1957                                                        | 5 avr. 1957                                                         | 12 sept. 1961                                                       | |
| Agostino Soldati                                                    | [ d 14 ]                                                            | 25 juill. 1961                                                      | 17 sept. 1961                                                       | 25 sept. 1961                                                       | 11 déc. 1966                                                        | Mort en cours de fonction à Genève                                                                                             |
| Pierre Dupont                                                       | [ d 15 ]                                                            | 17 fév. 1967                                                        | 20 avr. 1967                                                        | 29 avr. 1967                                                        | 30 juin 1977                                                        | |
| François de Ziegler (d)                                             | [ d 16 ]                                                            | 20 juin 1977                                                        | 13 sept. 1977                                                       | 7 juill. 1977                                                       | 28 fév. 1987                                                        | |
| Carlo Jagmetti (de)                                                 | [ d 17 ]                                                            | NC                                                                  | 23 mars 1987                                                        | 3 avr. 1987                                                         | 30 mars 1993                                                        | |
| Édouard Brunner                                                     | [ d 18 ]                                                            | NC                                                                  | 5 mai 1993                                                          | 30 juin 1993                                                        | 27 fév. 1997                                                        | |
| Bénédict de Tscharner                                               | [ d 19 ]                                                            | NC                                                                  | 1er avr. 1997                                                       | 10 juin 1997                                                        | 31 juill. 2002                                                      | |
| François Nordmann                                                   | [ d 20 ]                                                            | NC                                                                  | 29 août 2002                                                        | 17 sept. 2002                                                       | 31 mai 2007                                                         | |
| Ulrich Lehner                                                       | [ d 21 ]                                                            | NC                                                                  | 2 juill. 2007                                                       | 30 juill. 2007                                                      | NC                                                                  | |
| Jean-Jacques de Dardel                                              | [ b ]                                                               | 31 mai 2011                                                         | 1er sept. 2011                                                      | 22 déc. 2011                                                        | NC                                                                  | |
| Bernardino Regazzoni (d)                                            | [ c ]                                                               | 13 nov. 2013                                                        | NC                                                                  | 8 juill. 2014                                                       | NC                                                                  | |
| Livia Leu Agosti                                                    |                                                                     | 11 oct. 2017                                                        | 3 sept. 2018                                                        | 12 avr. 2019                                                        | 14 oct. 2020                                                        | |
| Roberto Balzaretti                                                  |                                                                     | 14 oct. 2020                                                        | 15 oct. 2020                                                        | 12 avr. 2021                                                        | 31 déc. 2024                                                        | |

- Depuis 2025 : Tania Cavassini

- Gottlieb von Jenner (de)
 (en 1800).
- Philipp Albert Stapfer
 (1800–1803).
- Johann Konrad Kern
 (1857–1883).
- Charles Édouard Lardy
 (1883–1917).
- Carl Jacob Burckhardt
 (1945–1949).
- Édouard Brunner
 (1993–1997).
- Livia Leu Agosti
 (2018–2020).
- Roberto Balzaretti
 (2020–2025).

## Consulats
Outre son ambassade à Paris, la Suisse possède des consulats généraux à Lyon, Marseille et Strasbourg, et des consulats honoraires à Ajaccio, Annecy, Besançon, Bordeaux, Dijon, Fort-de-France (Martinique), Le Havre, Lille, Montpellier, Mulhouse, Nantes, Nice, Nouméa (Nouvelle-Calédonie), Papeete (Polynésie française), Saint-Paul (Réunion) et Toulouse.